# Nephi, Utah
Nephi är administrativ huvudort i Juab County i Utah. Orten har fått sitt namn efter Nephi, en profet i Mormons bok. Nephi hade 5 389 invånare enligt 2010 års folkräkning.